# エドゥアルド・パオロッツィ

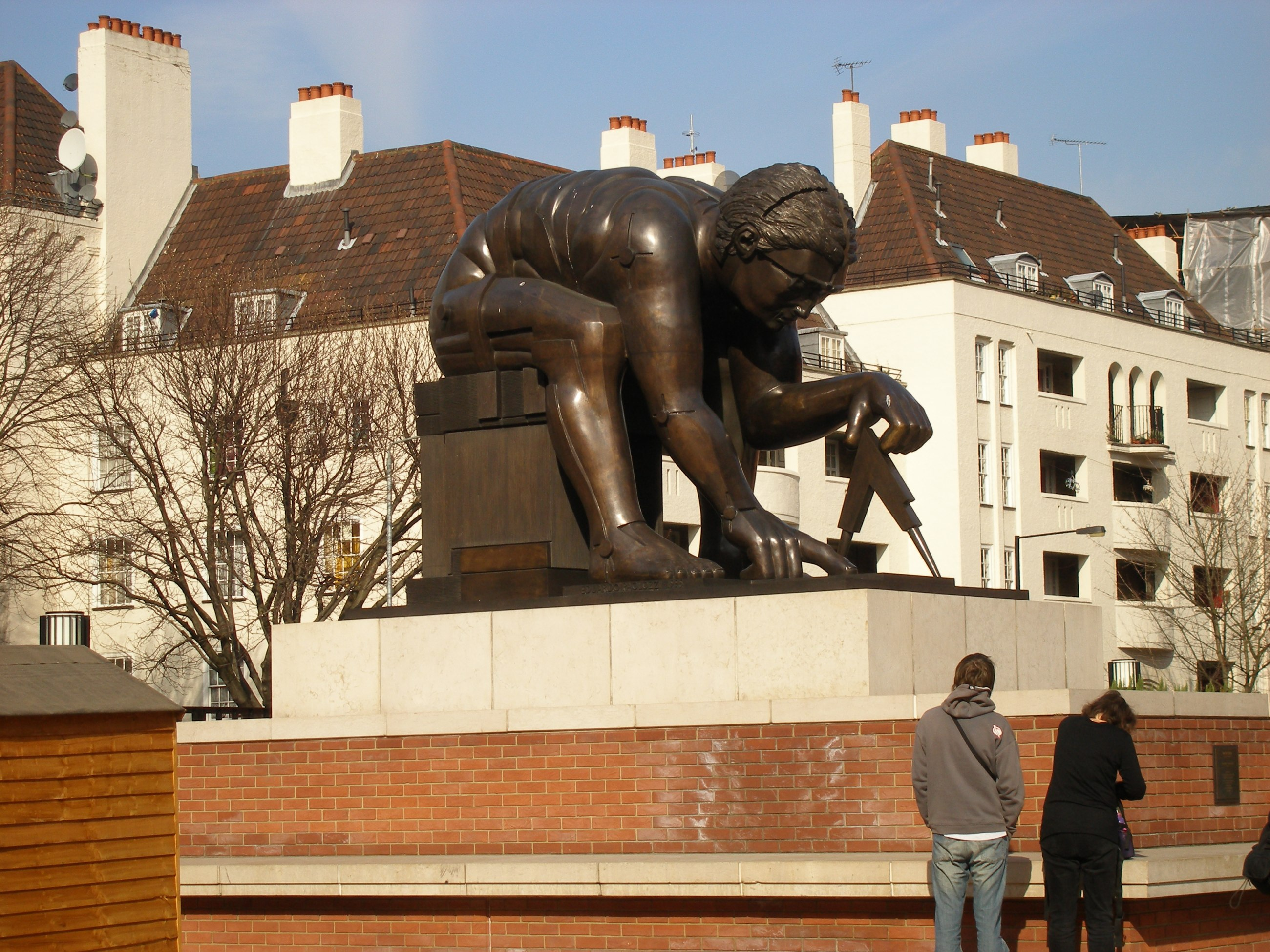
パオロッツィ『ニュートン』（1995年）大英図書館の広場

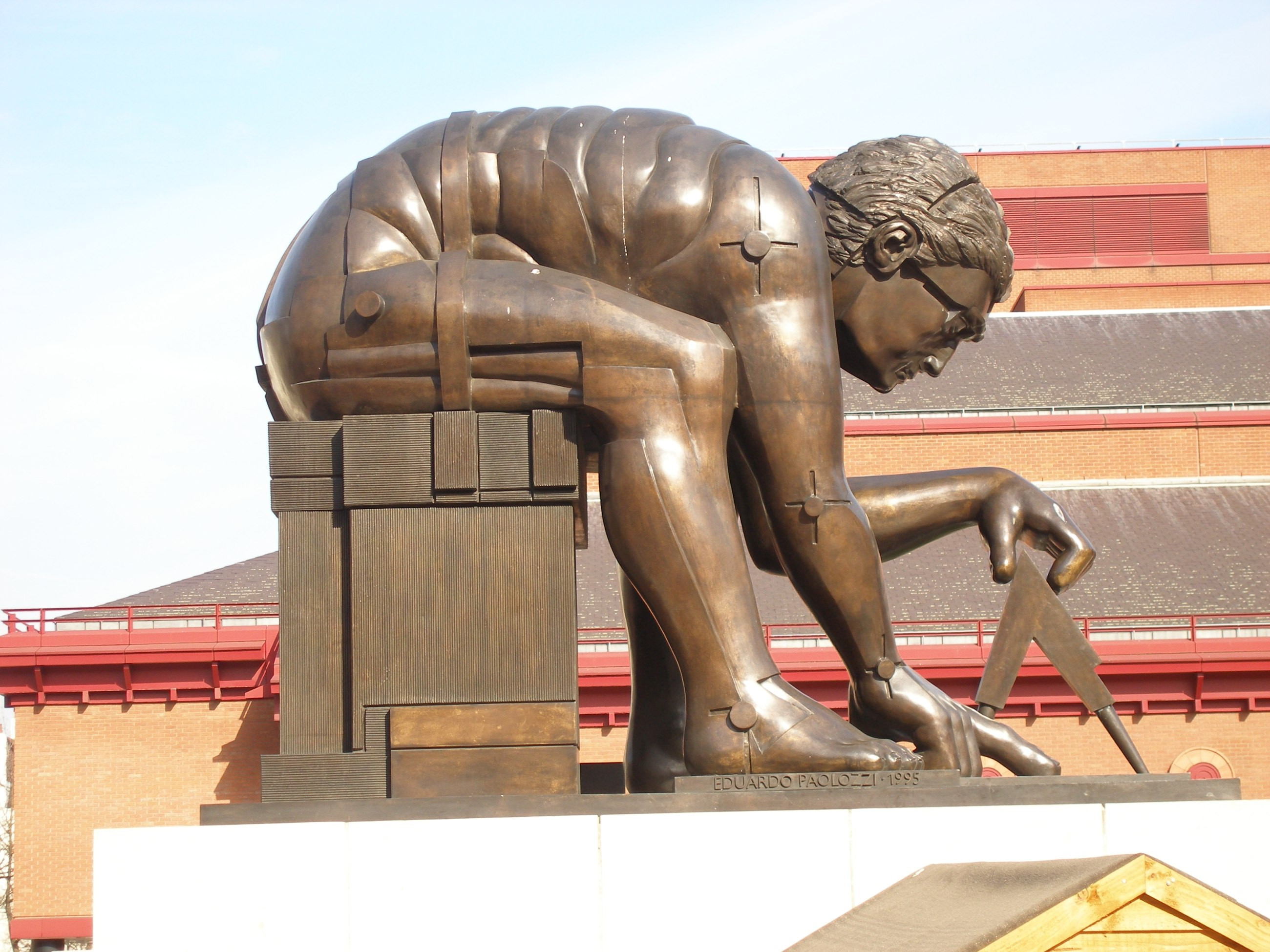
『ニュートン』はウィリアム・ブレイクの絵に基づいていて、ニュートンの方程式が、いかに人類の世界観を、数学的法則によって決定されるものに変えたかを表している

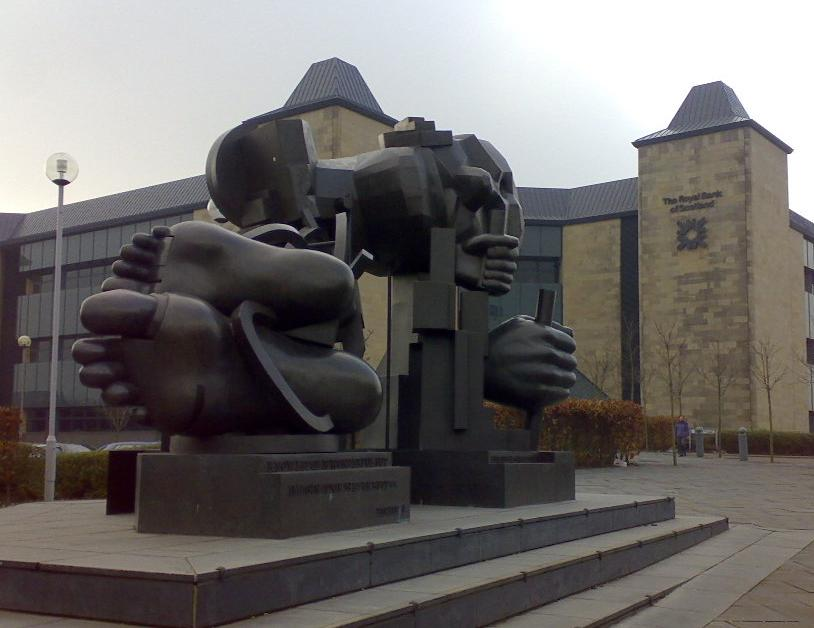
パオロッツィ『諸国民の富』。パオロッツィの故郷エディンバラのサウス・ゲイルにあり、アルベルト・アインシュタインの「知識は素晴らしい。しかし、想像力はそれ以上だ」という言葉が銘に刻まれている

エドゥアルド・パオロッツィ、CBE、FRA（Eduardo Paolozzi, 1924年3月7日 - 2005年4月22日）は、イギリスの彫刻家、美術家。

## 経歴
北エディンバラのリースにイタリア移民の長男として生まれた。1943年にエディンバラ芸術学校、1944年にロンドンのセントラル・セント・マーチンズ・カレッジ・オブ・アート・アンド・デザイン、1944年から1947年にかけてロンドンのスレイド美術大学で学んだ後、パリで仕事をした。
シルクスクリーンの連作でシュルレアリストとして注目を浴び、1960年代イギリスのポップアート運動の先駆けとなったインデペンデント・グループの設立者の1人となった。1947年に作ったコラージュ『私は金持ち男のおなぐさみ』は、ポップアート最初の真の例証だというレッテルを張られているが、パオロッツィは常に自分の作品はシュルレアリスムだと述べていた。後には彫刻家としてより知られるようになった。とくに有名なのが、巨大なブロンズ彫像で、実物そっくりに見えはするが、実は、直線的（しばしば3次元的）要素が加えられるか置き換えられ、キュビスム的手法によって解体された人間のフォルムが備わっているものである。
1968年に大英帝国勲章（CBE）を授与され、1979年にはロイヤル・アカデミー・オブ・アーツに選ばれた。1960年代後期から始められた文芸雑誌『Ambit』への寄稿と、1986年から勤めたSculptor in Ordinary for Scotlandは 亡くなるまで続けられた。1989年にはナイト爵を得て、サー・エドゥアルド・パオロッツィとなった。
カリフォルニア大学バークレー校（1968年）、ロイヤル・カレッジ・オブ・アート（ロンドン）などで、彫刻及び陶器の教鞭を執り、ドイツでは　Artists Exchange Scheme（芸術家交換計画）として、1974年からベルリンで働いている。1977年から1981年まで、ケルンの高等教育機関ファッハホーホシューレ(FH)で教授を務め、その後 ミュンヘン美術院で彫刻を教えた。
1994年、スコットランド国立近代美術館に、多くの作品を寄贈した。1999年、国立スコットランド美術館はパオロッツィのコレクションを展示するモダン・ツー（旧称ディーン・ギャラリー）には、パオロッツィのスタジオが再現されている。
2001年、脳卒中で　車椅子の生活を余儀なくされた。2005年4月、ロンドンの病院で死去。

## 代表的な作品

### ロンドン
- トッテナム・コート・ロード地下鉄駅内モザイクのデザイン。(1982年-1986年)

#### 彫刻ブロンズ作品
- 1980年『ピスカトール』ユーストン駅外
- 1995年『ニュートン』（ウィリアム・ブレイクの1795年の絵に基づく）大英図書館の広場
- 『インヴェンション』デザイン博物館の外
- キュー・ガーデンズ王立植物園、プリンセス・オブ・ウェールズ温室の西の端『A Maximis Ad Minima』

### スコットランド
- グラスゴー大学ハンタリアン博物館・美術館のアルミニウム製ドアのレリーフ
- スコットランド博物館のディスプレイ・ケース
- リース・ウォークの頂上にある『モンテ・カッシーノの写本』。
- Cleish城天井のパネル及び窓のタペストリー

#### その他
- ポール・マッカートニー&ウイングス、『レッド・ローズ・スピードウェイ』(1973年）のアルバム・カバー